# Lijst van burgemeesters van Maarheeze
Dit is een lijst van burgemeesters van de voormalige Nederlandse gemeente Maarheeze tot die gemeente op 1 januari 1997 opging in de gemeente Cranendonck (tot 28 januari 1998 nog officieel 'gemeente Budel').
| Ambtsperiode | Naam burgemeester          | Partij of stroming | Bijzonderheden |
| ------------ | -------------------------- | ------------------ | -------------- |
| 18?? - 1828? | J. van Hooff               |                    |                |
| 1828 - 1845  | Theodorus Cardinaal        |                    |                |
| 1845 - 1876  | H. van Hooff               |                    |                |
| 1876 - 1906  | J.A. Schepens              |                    |                |
| 1906 - 1924  | C.N.J. Moons               |                    |                |
| 1924 - 1930  | J.M.H. Klardie             |                    |                |
| 1930 - 1936  | Antonius (A.M.) de Klerk   |                    |                |
| 1936 - 1969  | Rob (R.H.) van Schaik      |                    |                |
| 1970 - 1977  | Jan (J.G.C.) van Greunsven | KVP                |                |
| 1978 - 1985  | Henk (H.A.) van den Broek  | CDA                |                |
| 1985 - 1997  | Ans (A.B.) de Jong-Crajé   | VVD                |                |